# Gelasma atrapophanes
Gelasma atrapophanes là một loài bướm đêm trong họ Geometridae.